# Premier League 2010/11
Die Premier League 2010/11 war die 19. Spielzeit der englischen Premier League und gleichzeitig die 112. Erstligasaison im englischen Fußball. Sie startete am 14. August 2010 und endete am 22. Mai 2011.
Siegreich war Manchester United mit neun Punkten Vorsprung auf den Titelverteidiger FC Chelsea. Damit gewann „United“ die 19. englische Meisterschaft in seiner Vereinsgeschichte und überholte damit endgültig den FC Liverpool. Hinter Chelsea sicherten sich Manchester City und der FC Arsenal die weiteren Qualifikationsplätze für die Champions League. Die letzten drei Plätze belegten Birmingham City, der FC Blackpool und West Ham United, die somit den Gang in die zweitklassige Football League Championship antreten mussten.

## Saisonverlauf

### Meisterschaftsentscheidung
Manchester United kompensierte den Weggang des ehemaligen Schlüsselspielers Cristiano Ronaldo im Jahr 2009 auch langfristig gut und obwohl sich das Team von Alex Ferguson in einer Umbruchphase befand – mit Routiniers wie Edwin van der Sar, Gary Neville, Paul Scholes und Ryan Giggs im Herbst ihrer Karriere –, zeigte es sich speziell in Heimspielen mit 55 von 57 möglichen Punkten konstant und stabil. Wichtige Faktoren waren erneut die Stabilität in der Innenverteidigung mit den erfahrenen Nemanja Vidić und Rio Ferdinand sowie die gut in das System eingebauten Neulinge, wie beispielsweise das mexikanische Talent Chicharito.
Titelverteidiger FC Chelsea litt von Beginn der Saison an unter den Verletzungspausen von John Terry und Frank Lampard. Auch die spektakuläre Verpflichtung von Fernando Torres für 50 Millionen Pfund in der Wintertransferperiode sorgte nicht für die gewünschte Initialzündung, zumal diese Personalie Probleme hinsichtlich der taktischen Ausrichtung mit sich brachte. Trotzdem gelang am Ende noch einmal ein Schlussspurt, der dann mit der 1:2-Niederlage im Old Trafford sein Ende fand und Chelsea auf dem zweiten Rang enden ließ. Punktgleich auf dem dritten Platz schloss Manchester City ab, dessen hohe Investitionen sich mit der direkten Champions-League-Qualifikation nebst dem FA-Cup-Sieg erstmals rentierten. Wieder hatten mit Yaya Touré und David Silva zwei hochkarätige Verstärkungen den Weg zu den „Citizens“ gefunden und gemeinsam mit Kapitän und Leitfigur Carlos Tévez stellte Trainer Roberto Mancini eine schlagkräftige Mannschaft zusammen, wenngleich der im Winter nachgekaufte Edin Džeko und der exzentrische Mario Balotelli ihren gleichsam hohen Wert noch nicht nachhaltig unter Beweis stellen konnten.
Ein weiteres Jahr ohne Titelgewinn durchlief der FC Arsenal. Neben spielerischen Glanzlichtern, wie in Heimspielen gegen Chelsea und Manchester United (sowie in der Champions League gegen den FC Barcelona), brachte erneut die fehlende physische Präsenz in Mittelfeld und Defensivzentrale in wichtigen Saisonphasen entscheidende Nachteile. Als „Genickbruch“ im Kampf um die direkte Champions-League-Qualifikation erwies sich die bittere Ligapokalniederlage gegen Birmingham City. Hoffnungsschimmer waren hingegen die Leistungen des jungen Jack Wilshere und die Darbietungen des Torhüters Wojciech Szczęsny. Lokalrivale Tottenham Hotspur verpasste den erneuten Zugang zur Königsklasse und erreichte nur einen Europa-League-Platz. Dass die Mannschaft von Harry Redknapp nicht in höhere Regionen vorstieß, lag auch daran, dass sowohl der neue Starspieler Gareth Bale in der Rückrunde verletzungsbedingte Pausen einlegen musste, als auch daran, dass sich die Stürmer zeitweise wenig treffsicher zeigten.

### Mittelfeld
Weit fernab der vorderen Plätze war der vor allem zu Saisonbeginn enttäuschende FC Liverpool. Als Nachfolger von Trainer Rafael Benítez verpflichtet, fand der erfahrene Nachfolger Roy Hodgson keinen Zugang zum neuen Umfeld und Fehleinkäufe wie Joe Cole, Christian Poulsen und Paul Konchesky verschlechterten seine Reputation vor Ort. Schon kurz nach der Jahreswende zog der neue Eigentümer des Vereins die Reißleine und installierte die „Reds-Legende“ Kenny Dalglish als Hodgsons Nachfolger. Dalglish gab der Mannschaft mit dem Verkauf von Torres und der Verpflichtung von Luis Suárez und Andy Carroll ein neues Gesicht und führte den Klub noch aus der unteren Tabellenhälfte auf einen achtbaren sechsten Rang. Der Lokalrivale aus Everton war dem siebten Platz zufrieden, vor allem vor dem Hintergrund des geringen finanziellen Spielraums, der Trainer David Moyes zur Verfügung stand. Als Problemzone erwies sich ein weiteres Mal die Offensivreihe, wobei sich zumindest Jermaine Beckford mit zehn Toren als ein künftiger Hoffnungsträger herauskristallisierte. Weitere Leistungsträger waren Leighton Baines und U-21-Auswahlspieler Jack Rodwell.
Positiv zu bewerten war auch der schwach gestartete FC Fulham, den Trainer Mark Hughes noch auf den achten Rang führte und der aufgrund seiner guten Platzierung in der nationalen Fair-Play-Wertung noch mit der Teilnahme an der Europa League in der Folgesaison belohnt wurde. Trotzdem verkündete Hughes zum Abschluss der Spielzeit seinen Rücktritt als Fulham-Trainer. Auch ohne Trainer stand Aston Villa nach dem plötzlichen Weggang von Martin O’Neill bereits zu Saisonbeginn da. Auf Nachfolger Gérard Houllier musste der Klub dann zunächst warten und vor dem Hintergrund der schwierigen Ausgangssituation – Houllier hatte aufgrund seiner Vorgeschichte beim FC Liverpool mit Ressentiments der eigenen Fans und zudem mit Problemspielern wie Richard Dunne und James Collins zu kämpfen – verlief das Jahr mit dem neunten Abschlusstabellenplatz versöhnlich. Trotz des vereinsinternen Rekordkaufs von Darren Bent für 24 Millionen Pfund äußerte sich Houllier pessimistisch in Bezug auf seine Langzeitpläne und verließ die „Villans“ aus gesundheitlichen Gründen vorzeitig.
Im weiter dicht gestaffelten Mittelfeld folgten der AFC Sunderland, mit West Bromwich Albion und Newcastle United zwei der drei Aufsteiger sowie Stoke City und die Bolton Wanderers. Dabei hatte das von Steve Bruce betreute Team aus Sunderland nach einem außerordentlich guten Saisonstart schon von europäischen Wettbewerben gesprochen, bevor nach einer Serie von acht Niederlagen innerhalb von neun Ligaspielen Ernüchterung einkehrte – neben Verletzungsproblemen hatte hier der Bent-Verkauf für Unruhe im Verein gesorgt. Auch „WBA“ war furios in die Saison gestartet und nachher mit 13 Niederlagen in 18 Partien zeitweise so tief gefallen, dass der anfänglich gefeierte Trainer Roberto Di Matteo gegen Roy Hodgson ausgetauscht wurde. Besonders der aus Moskau verpflichtete Peter Odemwingie zeigte sich mit 15 Toren als „Glücksgriff“. Gewohnt turbulent ging es in Newcastle zu, in einer Saison, die neben einer frühen Trainerentlassung im Dezember und dem Verkauf von Publikumsliebling Andy Carroll auch einige sportliche Höhepunkte mit sich brachte, darunter ein 5:1 im Derby gegen Sunderland und das 4:4 gegen Arsenal nach 0:4-Rückstand. Stoke City, das häufig für seine angeblich antiquierte Spielweise kritisierte Team von Tony Pulis, war auch in seinem dritten aufeinander folgenden Erstligajahr weit fernab der Abstiegsränge, sorgte mit dem trickreichen Flügelspiel über Jermaine Pennant und Matthew Etherington für spielerische Akzente und qualifizierte sich über die FA-Cup-Finalteilnahme erstmals für die Europa League. Zu Lasten war diese Qualifikation für die Bolton Wanderers gegangen, die zuvor im Halbfinale an Stoke gescheitert waren. Ansonsten zeigte sich die im Umbruch befindliche Mannschaft von Owen Coyle zunehmend spielerisch ambitioniert und modern; speziell der Ende Januar 2011 von Chelsea ausgeliehene Daniel Sturridge passte gut ins Kollektiv.

### Abstiegskampf
Einen scheinbar sicheren Mittelfeldplatz schienen auch die Blackburn Rovers anzusteuern, als die neuen indischen Eigentümer im Dezember überraschend Trainer Sam Allardyce entließen und den unerfahrenen Neuling Steve Kean zum Nachfolger bestimmten. Fast hätte die Entscheidung den Abstieg zur Folge gehabt und erst einige Befreiungsschläge zum Saisonende retteten die Mannschaft, in der das Abwehrtalent Phil Jones seinen Durchbruch feierte und der dann prompt für 16 Millionen Pfund zu Manchester United wechselte. Wigan Athletic unter Roberto Martínez hatte im vorletzten Spiel bereits den sicheren Abstieg vor Augen, bevor die „Latics“ einen 0:2-Rückstand gegen West Ham United noch in einen 3:2-Sieg drehten und sich mit einem anschließenden 1:0-Auswärtssieg in Stoke in quasi letzter Minute von den Abstiegsplätzen verabschiedeten. Wie bereits in den vorangegangenen Jahren hatte sich das Team, aus der der Franzose Charles N’Zogbia herausstach, wieder sehr unbeständig gezeigt und Überraschungserfolgen wie dem 1:0 bei den Spurs standen desaströse Leistungen wie beim 0:4 gegen Schlusslicht West Ham gegenüber. Ebenfalls erst am letzten Spieltag sicherten sich auch die Wolverhampton Wanderers den Klassenerhalt, nach einem Fernduell gegen Birmingham, in dem die „Wolves“ gegen Blackburn erst spät mit zwei Toren auf 2:3 verkürzten, damit in letzter Minute eine bessere Tordifferenz gegenüber Birmingham aufwiesen, das wiederum erst in der Schlussphase in Tottenham verlor. Wichtig war für die „Wölfe“, die spektakuläre Heimsiege gegen Chelsea und Manchester feierten, dass in der entscheidenden Phase Spieler wie Steven Fletcher das Fehlen von Stürmer Kevin Doyle kompensierten.
Eine besonders bittere Enttäuschung war der Abstieg für Birmingham City, das kurz zuvor noch den Ligapokal gewonnen und sich damit gleichzeitig für die Europa League qualifiziert hatte. Obwohl Trainer Alex McLeish mittelfristig gute Arbeit im Klub bescheinigt wurde, sorgte eine plötzliche Formschwäche gepaart mit Langzeitverletzungen dafür, dass sich die „Blues“ nie entscheidend von den Abstiegsrängen distanzieren konnten und mit nur einem Punkt aus den letzten sechs Ligaspielen am Ende nur den 18. Abschlusstabellenplatz einnahmen. Ebenfalls bis zuletzt hatte auch der FC Blackpool noch auf den Klassenverbleib hoffen können und mit einem zwischenzeitlichen 2:1 bei Meister Manchester United die Abstiegszone verlassen, bevor die Partie noch mit 2:4 verloren ging. Höhepunkte für die Mannschaft von Ian Holloway mit den Leistungsträgern Charlie Adam und David Vaughan waren sowohl die zwei Siege gegen Liverpool, aber vor allem der 4:0-Auftakterfolg gegen Wigan. Enttäuschend waren die Leistungen von West Ham United, das im Gegensatz zu vielen Abstiegskonkurrenten an seinem Trainer Avram Grant festhielt, der aber nicht verhindern konnte, dass mit Ausnahme von Scott Parker nahezu der gesamte Kader keine Normalform zeigte und folglich das Team die „rote Laterne“ als Letztplatzierter erhielt.

## Abschlusstabelle

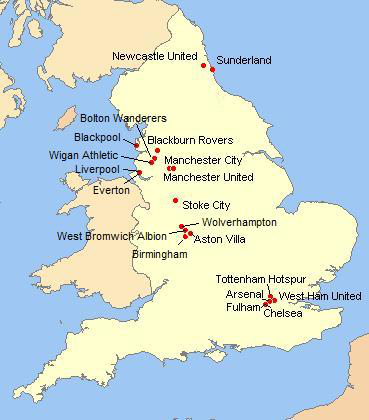
Vereine der Premier League 2010/11

| Pl. | Verein                   | Sp. | S  | U  | N  | Tore    | Diff. | Punkte |
| --- | ------------------------ | --- | -- | -- | -- | ------- | ----- | ------ |
| 1.  | Manchester United (L)    | 38  | 23 | 11 | 4  | 078:370 | +41   | 80     |
| 2.  | FC Chelsea (M, P)        | 38  | 21 | 8  | 9  | 069:330 | +36   | 71     |
| 3.  | Manchester City          | 38  | 21 | 8  | 9  | 060:330 | +27   | 71     |
| 4.  | FC Arsenal               | 38  | 19 | 11 | 8  | 072:430 | +29   | 68     |
| 5.  | Tottenham Hotspur        | 38  | 16 | 14 | 8  | 055:460 | +9    | 62     |
| 6.  | FC Liverpool             | 38  | 17 | 7  | 14 | 059:440 | +15   | 58     |
| 7.  | FC Everton               | 38  | 13 | 15 | 10 | 051:450 | +6    | 54     |
| 8.  | FC Fulham                | 38  | 11 | 16 | 11 | 049:430 | +6    | 49     |
| 9.  | Aston Villa              | 38  | 12 | 12 | 14 | 048:590 | −11   | 48     |
| 10. | AFC Sunderland           | 38  | 12 | 11 | 15 | 045:560 | −11   | 47     |
| 11. | West Bromwich Albion (N) | 38  | 12 | 11 | 15 | 056:710 | −15   | 47     |
| 12. | Newcastle United (N)     | 38  | 11 | 13 | 14 | 056:570 | −1    | 46     |
| 13. | Stoke City               | 38  | 13 | 7  | 18 | 046:480 | −2    | 46     |
| 14. | Bolton Wanderers         | 38  | 12 | 10 | 16 | 052:560 | −4    | 46     |
| 15. | Blackburn Rovers         | 38  | 11 | 10 | 17 | 046:590 | −13   | 43     |
| 16. | Wigan Athletic           | 38  | 9  | 15 | 14 | 040:610 | −21   | 42     |
| 17. | Wolverhampton Wanderers  | 38  | 11 | 7  | 20 | 046:660 | −20   | 40     |
| 18. | Birmingham City          | 38  | 8  | 15 | 15 | 037:580 | −21   | 39     |
| 19. | FC Blackpool (N)         | 38  | 10 | 9  | 19 | 055:780 | −23   | 39     |
| 20. | West Ham United          | 38  | 7  | 12 | 19 | 043:700 | −27   | 33     |

Platzierungskriterien: 1. Punkte – 2. Tordifferenz – 3. geschossene Tore

| (M) | amtierender englischer Meister   |
| (P) | amtierender FA-Cup-Sieger        |
| (L) | amtierender Ligapokal-Sieger     |
| (N) | Neuaufsteiger der letzten Saison |

## Kreuztabelle
Die Kreuztabelle stellt die Ergebnisse aller Spiele dieser Saison dar. Die Heimmannschaft ist in der linken Spalte aufgelistet und die Gastmannschaft in der obersten Reihe.
| 2010/11                 | FC Arsenal | Aston Villa | Birmingham City | Blackburn Rovers | FC Blackpool | Bolton Wanderers | FC Chelsea |     | FC Fulham | FC Liverpool | Manchester City | Manchester United | Newcastle United | Stoke City | AFC Sunderland | Tottenham Hotspur | WBA | West Ham United |     | Wolverhampton Wanderers |
| FC Arsenal              |            | 1:2         | 2:1             | 0:0              | 6:0          | 4:1              | 3:1        | 2:1 | 2:1       | 1:1          | 0:0             | 1:0               | 0:1              | 1:0        | 0:0            | 2:3               | 2:3 | 1:0             | 3:0 | 2:0                     |
| Aston Villa             | 2:4        |             | 0:0             | 4:1              | 3:2          | 1:1              | 0:0        | 1:0 | 2:2       | 1:0          | 1:0             | 2:2               | 1:0              | 1:1        | 0:1            | 1:2               | 2:1 | 3:0             | 1:1 | 0:1                     |
| Birmingham City         | 0:3        | 1:1         |                 | 2:1              | 2:0          | 2:1              | 1:0        | 0:2 | 0:2       | 0:0          | 2:2             | 1:1               | 0:2              | 1:0        | 2:0            | 1:1               | 1:3 | 2:2             | 0:0 | 1:1                     |
| Blackburn Rovers        | 1:2        | 2:0         | 1:1             |                  | 2:2          | 1:0              | 1:2        | 1:0 | 1:1       | 3:1          | 0:1             | 1:1               | 0:0              | 0:2        | 0:0            | 0:1               | 2:0 | 1:1             | 2:1 | 3:0                     |
| FC Blackpool            | 1:3        | 1:1         | 1:2             | 1:2              |              | 4:3              | 1:3        | 2:2 | 2:2       | 2:1          | 2:3             | 2:3               | 1:1              | 0:0        | 1:2            | 3:1               | 2:1 | 1:3             | 1:3 | 2:1                     |
| Bolton Wanderers        | 2:1        | 3:2         | 2:2             | 2:1              | 2:2          |                  | 0:4        | 2:0 | 0:0       | 0:1          | 0:2             | 2:2               | 5:1              | 2:1        | 1:2            | 4:2               | 2:0 | 3:0             | 1:1 | 1:0                     |
| FC Chelsea              | 2:0        | 3:3         | 3:1             | 2:0              | 4:0          | 1:0              |            | 1:1 | 1:0       | 0:1          | 2:0             | 2:1               | 2:2              | 2:0        | 0:3            | 2:1               | 6:0 | 3:0             | 1:0 | 2:0                     |
| FC Everton              | 1:2        | 2:2         | 1:1             | 2:0              | 5:3          | 1:1              | 1:0        |     | 2:1       | 2:0          | 2:1             | 3:3               | 0:1              | 1:0        | 2:0            | 2:1               | 1:4 | 2:2             | 0:0 | 1:1                     |
| FC Fulham               | 2:2        | 1:1         | 1:1             | 3:2              | 3:0          | 3:0              | 0:0        | 0:0 |           | 2:5          | 1:4             | 2:2               | 1:0              | 2:0        | 0:0            | 1:2               | 3:0 | 1:3             | 2:0 | 2:1                     |
| FC Liverpool            | 1:1        | 3:0         | 5:0             | 2:1              | 1:2          | 2:1              | 2:0        | 2:2 | 1:0       |              | 3:0             | 3:1               | 3:0              | 2:0        | 2:2            | 0:2               | 1:0 | 3:0             | 1:1 | 0:1                     |
| Manchester City         | 0:3        | 4:0         | 0:0             | 1:1              | 1:0          | 1:0              | 1:0        | 1:2 | 1:1       | 3:0          |                 | 0:0               | 2:1              | 3:0        | 5:0            | 1:0               | 3:0 | 2:1             | 1:0 | 4:3                     |
| Manchester United       | 1:0        | 3:1         | 5:0             | 7:1              | 4:2          | 1:0              | 2:1        | 1:0 | 2:0       | 3:2          | 2:1             |                   | 3:0              | 2:1        | 2:0            | 2:0               | 2:2 | 3:0             | 2:0 | 2:1                     |
| Newcastle United        | 4:4        | 6:0         | 2:1             | 1:2              | 0:2          | 1:1              | 1:1        | 1:2 | 0:0       | 3:1          | 1:3             | 0:0               |                  | 1:2        | 5:1            | 1:1               | 3:3 | 5:0             | 2:2 | 4:1                     |
| Stoke City              | 3:1        | 2:1         | 3:2             | 1:0              | 0:1          | 2:0              | 1:1        | 2:0 | 0:2       | 2:0          | 1:1             | 1:2               | 4:0              |            | 3:2            | 1:2               | 1:1 | 1:1             | 0:1 | 3:0                     |
| AFC Sunderland          | 1:1        | 1:0         | 2:2             | 3:0              | 0:2          | 1:0              | 2:4        | 2:2 | 0:3       | 0:2          | 1:0             | 0:0               | 1:1              | 2:0        |                | 1:2               | 2:3 | 1:0             | 4:2 | 1:3                     |
| Tottenham Hotspur       | 3:3        | 2:1         | 2:1             | 4:2              | 1:1          | 2:1              | 1:1        | 1:1 | 1:0       | 2:1          | 0:0             | 0:0               | 2:0              | 3:2        | 1:1            |                   | 2:2 | 0:0             | 0:1 | 3:1                     |
| West Bromwich Albion    | 2:2        | 2:1         | 3:1             | 1:3              | 3:2          | 1:1              | 1:3        | 1:0 | 2:1       | 2:1          | 0:2             | 1:2               | 3:1              | 0:3        | 1:0            | 1:1               |     | 3:3             | 2:2 | 1:1                     |
| West Ham United         | 0:3        | 1:2         | 0:1             | 1:1              | 0:0          | 1:3              | 1:3        | 1:1 | 1:1       | 3:1          | 1:3             | 2:4               | 1:2              | 3:0        | 0:3            | 1:0               | 2:2 |                 | 3:1 | 2:0                     |
| Wigan Athletic          | 2:2        | 1:2         | 2:1             | 4:3              | 0:4          | 1:1              | 0:6        | 1:1 | 1:1       | 1:1          | 0:2             | 0:4               | 0:1              | 2:2        | 1:1            | 0:0               | 1:0 | 3:2             |     | 2:0                     |
| Wolverhampton Wanderers | 0:2        | 1:2         | 1:0             | 2:3              | 4:0          | 2:3              | 1:0        | 0:3 | 1:1       | 0:3          | 2:1             | 2:1               | 1:1              | 2:1        | 3:2            | 3:3               | 3:1 | 1:1             | 1:2 |                         |

## Torschützenliste
| Pl. | Spieler              | Verein                          | Tore |
| --- | -------------------- | ------------------------------- | ---- |
| 1   | Dimitar Berbatow     | Manchester United               | 21   |
| 1   | Carlos Tévez         | Manchester City                 | 21   |
| 3   | Robin van Persie     | FC Arsenal                      | 18   |
| 4   | Darren Bent          | AFC Sunderland / Aston Villa    | 17   |
| 5   | Peter Odemwingie     | West Bromwich Albion            | 15   |
| 6   | D. J. Campbell       | FC Blackpool                    | 13   |
| 6   | Andy Carroll         | Newcastle United / FC Liverpool | 13   |
| 6   | Chicharito           | Manchester United               | 13   |
| 6   | Dirk Kuyt            | FC Liverpool                    | 13   |
| 6   | Florent Malouda      | FC Chelsea                      | 13   |
| 6   | Rafael van der Vaart | Tottenham Hotspur               | 13   |

## Auszeichnungen während der Saison
| Monat          | Trainer des Monats                       | Spieler des Monats                       |
| -------------- | ---------------------------------------- | ---------------------------------------- |
| August 2010    | Carlo Ancelotti (FC Chelsea)             | Paul Scholes (Manchester United)         |
| September 2010 | Roberto Di Matteo (West Bromwich Albion) | Peter Odemwingie (West Bromwich Albion)  |
| Oktober 2010   | David Moyes (FC Everton)                 | Rafael van der Vaart (Tottenham Hotspur) |
| November 2010  | Owen Coyle (Bolton Wanderers)            | Johan Elmander (Bolton Wanderers)        |
| Dezember 2010  | Roberto Mancini (Manchester City)        | Samir Nasri (FC Arsenal)                 |
| Januar 2011    | Alex Ferguson (Manchester United)        | Dimitar Berbatow (Manchester United)     |
| Februar 2011   | Arsène Wenger (FC Arsenal)               | Scott Parker (West Ham United)           |
| März 2011      | Carlo Ancelotti (FC Chelsea)             | David Luiz (FC Chelsea)                  |
| April 2011     | Carlo Ancelotti (FC Chelsea)             | Peter Odemwingie (West Bromwich Albion)  |

## Spielstätten
| Stadion          | Verein           | Kapazität |
| ---------------- | ---------------- | --------- |
| Emirates Stadium | FC Arsenal       | 60.355    |
| Villa Park       | Aston Villa      | 42.788    |
| St. Andrew’s     | Birmingham City  | 30.079    |
| Ewood Park       | Blackburn Rovers | 31.367    |
| Bloomfield Road  | FC Blackpool     | 12.555    |
| Reebok Stadium   | Bolton Wanderers | 28.723    |
| Stamford Bridge  | FC Chelsea       | 42.055    |
| Goodison Park    | FC Everton       | 40.157    |
| Craven Cottage   | FC Fulham        | 26.500    |
| Anfield          | FC Liverpool     | 45.362    |

| Stadion                    | Verein                  | Kapazität |
| -------------------------- | ----------------------- | --------- |
| City of Manchester Stadium | Manchester City         | 47.726    |
| Old Trafford               | Manchester United       | 75.957    |
| St. James’ Park            | Newcastle United        | 52.387    |
| Britannia Stadium          | Stoke City              | 28.383    |
| Stadium of Light           | AFC Sunderland          | 49.000    |
| White Hart Lane            | Tottenham Hotspur       | 36.240    |
| Upton Park                 | West Ham United         | 35.309    |
| DW Stadium                 | Wigan Athletic          | 25.138    |
| The Hawthorns              | West Bromwich Albion    | 26.500    |
| Molineux Stadium           | Wolverhampton Wanderers | 29.303    |

## Die Meistermannschaft von Manchester United
Nach den Regeln der Premier League erhält ein Spieler eine offizielle Siegermedaille, wenn er für den Meisterverein mindestens 10 Premier-League-Partien absolviert. Vor diesem Hintergrund zählen nur die nachstehenden Akteure als englische Meister der Saison 2010/11. In Klammern sind die Anzahl der Einsätze sowie die dabei erzielten Tore genannt.
| 1. | Manchester United |
|    | - Tor: Edwin van der Sar (33/-) - Abwehr: Nemanja Vidić (35/5); Patrice Evra (35/1); John O’Shea (20/-); Rio Ferdinand (19/-); Chris Smalling (16/-); Rafael (16/-); Jonny Evans (13/-); Fábio (11/1) - Mittelfeld: Nani (33/9); Michael Carrick (28/-); Darren Fletcher (26/2); Ryan Giggs (25/2); Paul Scholes (22/1); Anderson (18/1); Park Ji-sung (15/5); Darron Gibson (12/-); Antonio Valencia (10/1) - Sturm: Dimitar Berbatow (32/21); Wayne Rooney (28/11); Chicharito (27/13); Michael Owen (11/2) - Trainer: Alex Ferguson |